# Autorretrato com cabelo cortado
Autorretrato com cabelo cortado é uma pintura de Frida Kahlo. A data de criação é 1940. Está localizada em Museu de Arte Moderna. A pintura é o primeiro autorretrato de Kahlo após o divórcio com o Diego Rivera.

## Descrição e análise
A obra foi produzida com tinta a óleo sobre lona. Retrata Kahlo, sentada, com um traje masculino grande demais para ela. A pintora representa-se portanto como andrógina. Diferentemente de outros autorretratos, nesta obra a pintora aparece de cabelo curto; na mão direita, segura a tesoura com a qual se desfez de seus cachos, dispersos pelo chão. Foi dito que, no quadro, Kahlo faz de mártir sua feminilidade no contexto de sua dor e solidão. A obra ainda expressa o desejo de liberdade e independência de Kahlo.
Foi notado que o quadro remete a fotografias da família de Kahlo, em que a pintora se vestia como homem.
No alto da obra, está inscrito: "Olha, se te amei foi por seu cabelo, agora que você não tem mais cabelo, não te amo mais".